# 海王交通

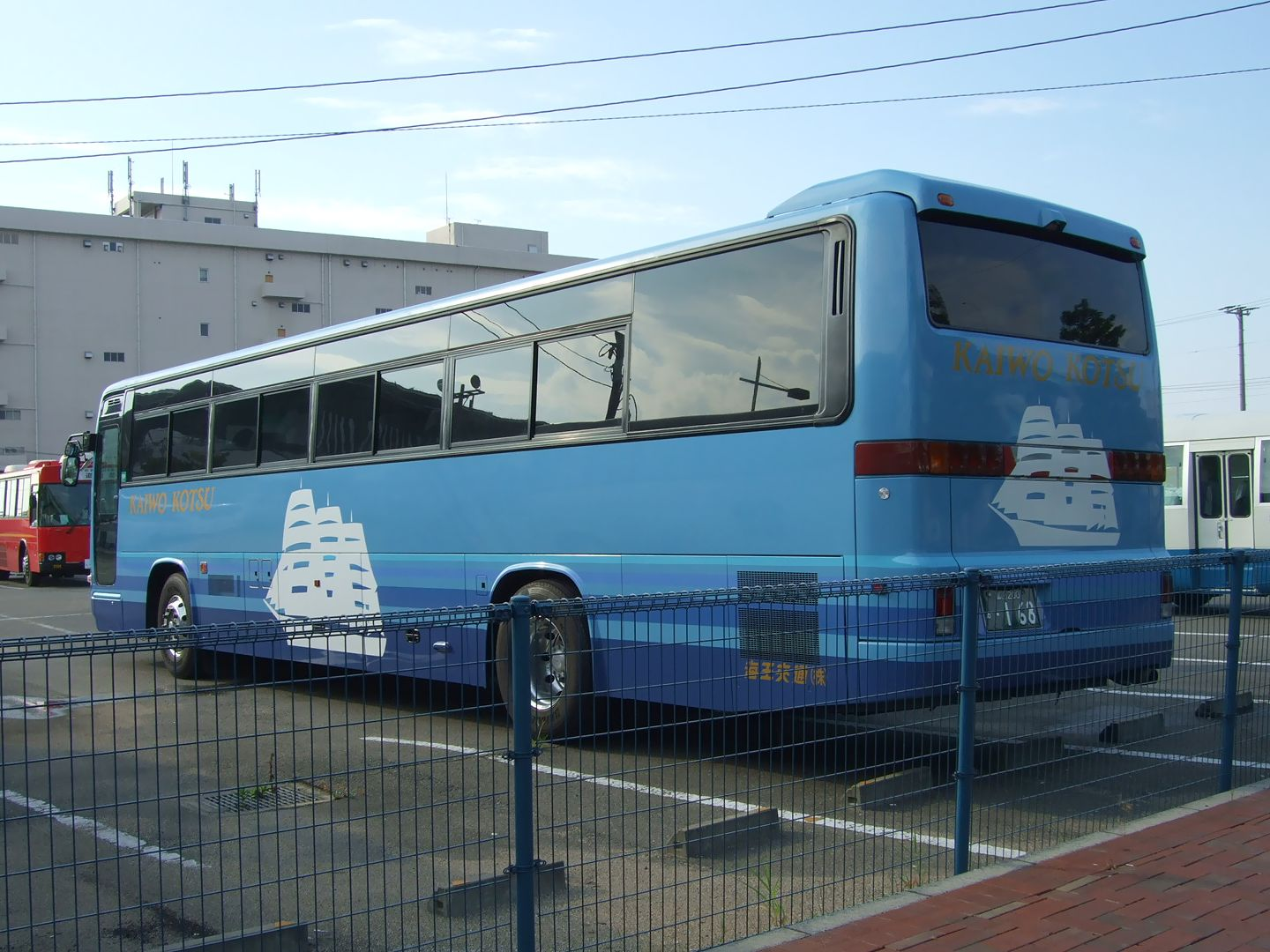
大型貸切バス

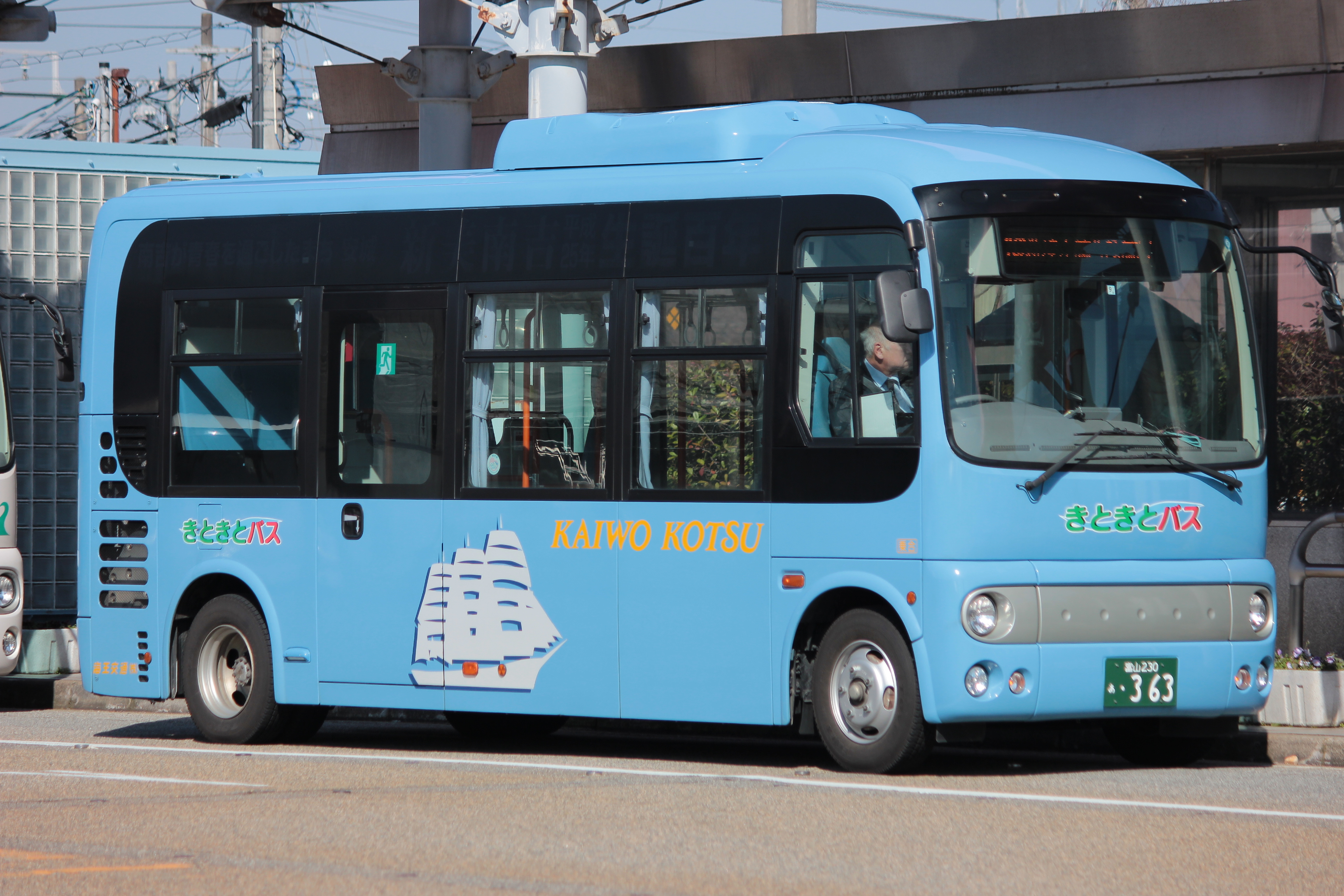
射水市コミュニティバス

海王交通株式会社（かいおうこうつう）は、富山県射水市に本社を置く、メイホグループのバス事業者・タクシー事業者である。社名は市内の海王丸パークにある海王丸から採っていて、海王丸のシルエットが大きくバスなどに描かれている。

## 沿革
- 1968年（昭和43年） 新湊タクシーとして創業。
- 1996年（平成8年） 現社名に商号を変更。
- 2004年（平成16年） 路線バス事業開始。

## 路線バス

### 現在の路線
コミュニティバス
- 射水市コミュニティバス - 19路線中14路線の運行を受託（2019年時点）[2]。

その他の路線は三島野観光・エムアールテクノサービスが担当。

### 過去の路線
いずれも2014年9月限りで廃止された。
新湊・伏木・雨晴線
- 射水市役所新湊庁舎前 - 中伏木 - 能町 - JR伏木駅前 - JR越中国分駅前 - 雨晴温泉磯はなび間

新湊・小杉線
- 射水市役所新湊庁舎前 - 射水市民病院 - 大島庁舎前 - 大門高校前 - 真生会富山病院 - イータウン大島 - JR小杉駅間
  - 射水市コミュニティバスの新湊・小杉線（富山地方鉄道に委託）とは経路および運賃体系が異なっていた。

## タクシー事業
- 富山県営渡船の夜間代行車両の運行（中新湊待合所 - 堀岡発着場）
  - 23時以前の4便と6時台の1便は定時運行、深夜帯はデマンド方式での運行[3][4]。富山県営渡船同様、運賃は無料。

## 主な営業エリア
- 富山県
  - 射水市
  - 氷見市